# 張元佐
張元佐（16世紀—17世紀），字子襄，號東齋，河南開封府祥符縣人，明朝政治人物。

## 生平
張元佐是萬曆八年進士張有德之子，萬曆三十七年（1609年）中舉人，天啟五年（1625年）成進士，獲授戶部主事監督臨清鈔關，拒絕興建魏忠賢生祠堂；轉任吏部，審判魏璫逆案，之後請假回鄉，捐出金錢製造火藥防備流寇。回京補任考功司郎中，在官署屏風上寫下：「天地放在頭上，君父放在心上。受一錢不值一錢，損一人不如一人。」累遷兵部右侍郎出鎮昌平，因病告歸去世，追贈兵部尚書，賜祭葬，入祀鄉賢祠。

## 引用
1. 1 2  光緒《祥符縣志·卷十五·人物志》：張元佐，字子襄，號東齋，有德子，弱冠登賢書，天啟乙丑進士。文名藉甚，筮仕戶部主事，督臨清鈔關，時魏璫祠堂遍海內，元佐耻阿附，臨清祠卒無元佐名；尋改吏部，掌定魏璫逆案，請假回里。值流氛孔熾，元佐捐金造火藥等物送城頭以備戰守；起補考功郎，掌大察案，自署于屏云：「天地放在頭上，君父放在心上。受一錢不值一錢，損一人不如一人。」累遷兵部右侍郎，出鎮昌平，以身係國家危，後以積瘁告歸遂卒，贈兵部尚書，賜祭葬，崇祀鄉賢。 見《明史》
2. ↑  光緒《祥符縣志·卷四·選舉表》：（萬曆）三十七年己酉科（舉人）……張元佐